# Tvedöra hed

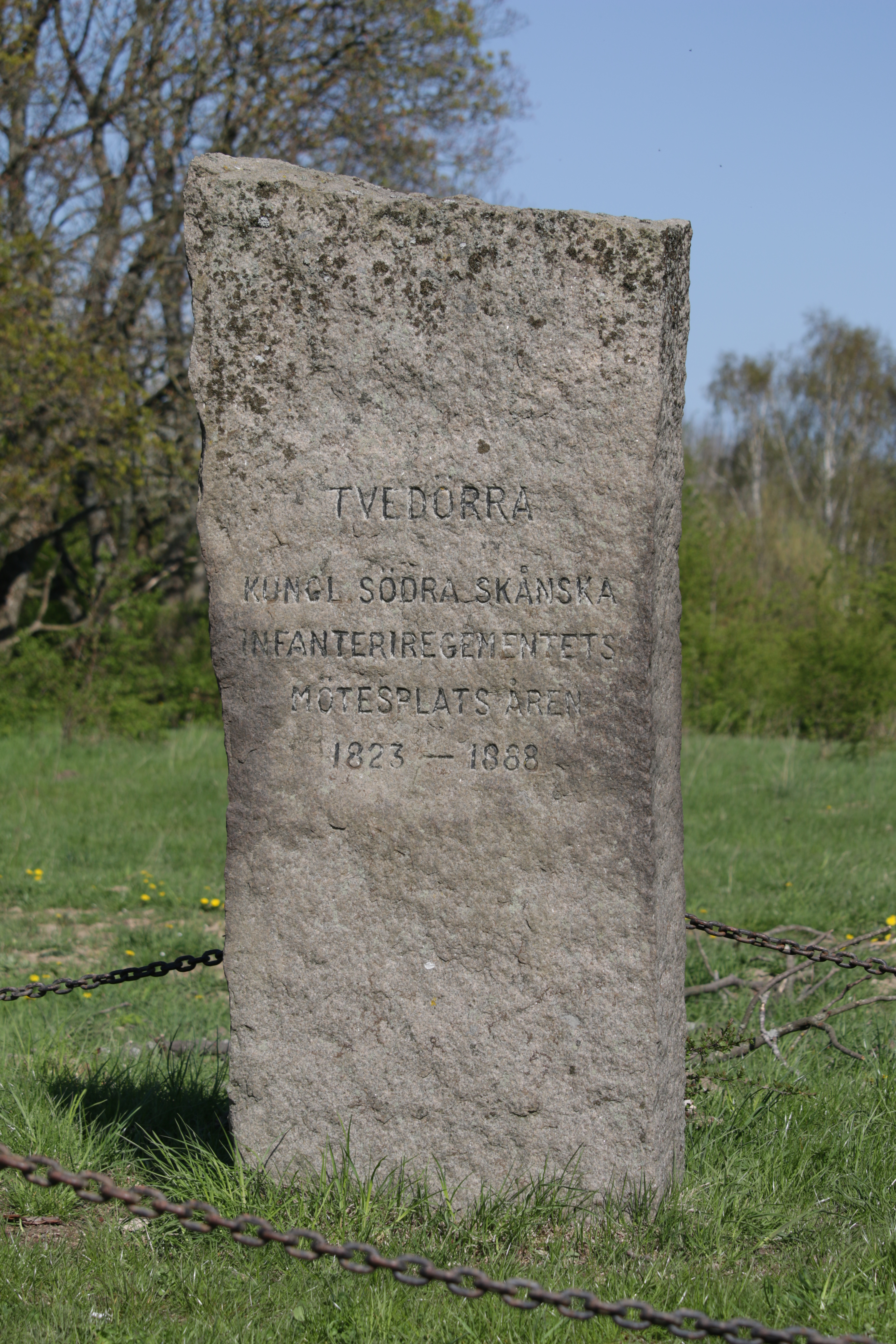
Minnessten på Tvedöra hed.

Tvedöra hed ligger i Lunds kommun, cirka 15 kilometer öster om Lund. Åren 1823–1888 var Tvedöra hed mötes- och lägerplats för Södra skånska infanteriregementet. Även kavalleriregementena Kronprinsens husarregemente samt Skånska dragonregementet nyttjade heden, dock enbart i mindre skala och till fots. År 1888 flyttade Södra skånska infanteriregementet till det närbelägna Revingehed. I samband med flytten togs en del byggnader med till den nya övningsplatsen, medan andra har rivits med tiden. Sedan 1926 återfinns endast en minnessten som erinrar om den forna mötes- och lägerplatsen.
Namnet Tvedöra, tidigare även stavat "Tvedörra", (som betonas på ö:et - "Tvedöra") är en sammansättning av "tvet" (danska "tved") som betyder röjning (i skog) och "ör" (grus/sand - "öra" i så kallat "ortnamnspluralis") och syftar på en röjning i den glesa tallskog som planterats på den sandiga heden för att förhindra sandflykt.